# Gaius Vettius Gratus
 (juin 2016).
Erreur Lua dans Module:Date_complexe à la ligne 111 : attempt to concatenate a nil value.
(Gaius Vettius) Gratus (fl. 280) était un homme politique de l'Empire romain.

## Biographie
Il était probablement le fils de Gaius Vettius Atticus Gratus Sabinianus et de sa femme Asinia.
Il fut consul en 280.
Il s'est marié avec Cossinia, fille de Cossinius Rufinus, et eut probablement Gaius Vettius Cossinius Rufinus.